# Saika (Haanja)
Saika – wieś w Estonii, w prowincji Võru, w gminie Haanja.